# Antonio Maglio

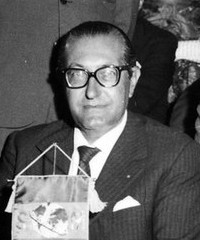
Antonio Maglio 1960

Antonio Maglio (El Cairo, 8 de julio de 1912 - Roma, 7 de enero de 1988) fue un médico y activista italiano, conocido por su promoción de los Juegos Paralímpicos, cuya primera edición se celebró en Roma en 1960.

## Trayectoria
Pionero de las terapias de rehabilitación para discapacitados, desde que se licenció en Medicina y Cirugía -obtenida en la Universidad de Bari en 1935- Maglio.
Desde los años 50, se dedicó a promover el deporte y la rehabilitación física para personas con discapacidad. Cosa que lo llevó a organizar los primeros Juegos Paralímpicos en Roma en 1960. Esta iniciativa marcó un hito en la historia del deporte adaptado, brindando una plataforma para que atletas con discapacidad demostraran sus habilidades y capacidades.
Posteriormente, como consultor médico del INAIL, en 1957, Maglio jugó un papel crucial en la inauguración del Centro Parapléjicos «Villa Marina» de Ostia, un lugar fundamental para la rehabilitación y el entrenamiento de atletas paralímpicos italianos.
Donde experimentó nuevas técnicas y metodologías de rehabilitación, con efectos prácticamente inmediatos de reducción de la mortalidad y alivio de la depresión de los sujetos. En particular, basándose en las ideas del neurólogo angloalemán Ludwig Guttmann, introdujo el deporte para personas en silla de ruedas, haciendo que sus pacientes practicaran atletismo, natación, baloncesto, esgrima, tenis y tiro con arco. Por eso se le considera el padre del deporte paralímpico italiano.
En 1956, empezó a llevar a sus pacientes a los Juegos Internacionales de Stoke Mandeville, una competición para atletas en silla de ruedas organizada por Guttmann, director del centro de rehabilitación motora más importante de Inglaterra. En 1958, Maglio convenció a Guttmann para que trajera a Roma las competiciones de Stoke Mandeville de 1960, alegando que convencería a las principales autoridades políticas y deportivas italianas para que las organizaran en las mismas instalaciones y alojamientos que, poco antes, iban a acoger las competiciones olímpicas.
Gracias a su red de contactos y a su posición en uno de los mayores organismos asistenciales del país, Maglio lo consiguió y en 1960 los Juegos se celebraron en Roma, en el complejo deportivo «Tre Fontane» y en la piscina del Foro Itálico. En retrospectiva, los Juegos fueron considerados por el Comité Paralímpico Internacional como la primera edición de los Juegos Paralímpicos.
Maglio continuó sus actividades hasta los años ochenta, promoviendo el deporte paralímpico y haciendo que decenas y decenas de atletas parapléjicos italianos compitieran en competiciones internacionales.
Su historia inspiró la película A muso duro - Campioni di vita, en la que el personaje de Maglio es interpretado por el actor Flavio Insinna.